# Пратиша Банерџи
Пратиша Банерџи (енгл. Pratyusha Banerjee; Џамшедпур, 10. август 1991 — Мумбај, 1. април 2016) била је индијска глумица рођена у Џамшедпур, Џарканду, Индија. Најпознатија је била по улози Ананди у Малој невести. Исте године се појавила у индијској верзији Великог брата под називом Big Boss. Њено последње приказивање на телевизији је било у серији Симар 2015. године где је играла улогу вештице.
Пронађена је мртва 1. априла 2016. године у свом стану у Мумбају. Није се удавала и није имала децу. Реч је о самоубиству вешањем, а разлог самоубиства младе глумице још увек није познат, али њени пријатељи претпостављају да је реч о депресији због несрећне љубави са Раулом Раџом Сајном. Иако је било речи да се ради о првоаприлској шали, трагичну вест је потврдила и полиција, као и Пратишин пријатељ из серије Сидарт Шукла.

## Филмографија
| Улоге Пратиша Банерџи |              |                    |                |          |
| Година                | Српски назив | Изворни назив      | Улога          | Напомена |
| 2015                  | Симар        | Sasural Simar Ka   | Мохини         |          |
| 2014–2015             | -            | Hum Hain Na        | Сагарика Мишра |          |
| 2010–2013             | Мала невеста | Balika Vadhu       | Ананди         |          |
| 2011                  | -            | Kitchen Champion 4 | Ананди         |          |